# Kuhlia rupestris
Kuhlia rupestris là một loài cá trong họ Kuhliidae. Loài này có thể dài 25 cm và cân nặng 800 g, cá thể lớn có thể dài 45 cm và cân nặng đến 3 kg. Phạm vi phân bố gồm Úc, Fiji, nam của Nam Phi. Chúng là loài ăn tạp 